# (248750) Asteroidday
(248750) Asteroidday ist ein Asteroid des mittleren Hauptgürtels, der am 4. September 2006 vom englisch-luxemburgischen Astronomen und Musiker Matt Dawson am luxemburgischen Roeser Observatory (IAU-Code 163) in Pfaffenthal, einem Stadtviertel der Stadt Luxemburg, entdeckt wurde.
Der mittlere Durchmesser des Asteroiden wurde mithilfe des Wide-Field Infrared Survey Explorers (WISE) mit 4,777 (± 0,447) km berechnet und die Albedo mit 0,037 (± 0,013). Mit dieser Albedo hat der Asteroid eine sehr dunkle Oberfläche.
(248750) Asteroidday wurde auf Vorschlag von Matt Dawson am 29. Mai 2018 nach dem Asteroid Day benannt. Der Asteroid Day ist ein jährlicher Aktionstag, der über Asteroiden, mögliche Risiken und gegebenenfalls Abwehrmaßnahmen informiert. Der Asteroid Day findet am 30. Juni statt, dem Datum, an dem 1908 das sibirische Tunguska-Ereignis stattfand. Ins Leben gerufen wurde der Asteroid Day von Grigorij Richters, Brian May und Rusty Schweickart.